# Kristofer Hivju
Kristofer Hivju (Oslo, 7 dicembre 1978) è un attore norvegese naturalizzato statunitense.
È noto soprattutto per il ruolo del bruto Tormund nella serie televisiva statunitense targata HBO Il Trono di Spade.

## Biografia
Figlio dell'attore norvegese Erik Hivju, si è laureato nel 2004 all'Università russa di arti teatrali (GITIS) di Aarhus, in Danimarca. Nel 2011 ha interpretato il ruolo di Jonas nel film La cosa, prequel dell'omonimo film diretto da John Carpenter nel 1982. Dal 2013 è nel cast della serie televisiva di HBO Il Trono di Spade, nel ruolo del bruto Tormund, personaggio che interpreta fino alla conclusione della serie, avvenuta nel 2019.
Nel 2014 ha recitato nel film svedese Forza maggiore, vincitore del Premio della Giuria nella sezione Un certain regard al 67º Festival di Cannes. Per la sua interpretazione è stato premiato con un premio Guldbagge per il miglior attore non protagonista. Nel 2017 è apparso nel film Fast & Furious 8 di F. Gary Gray, interpretando Connor Rhodes.

### Vita privata
È sposato con la fotografa e giornalista norvegese Gry Molvær.

## Filmografia

### Cinema
- Rovdyr, regia di Patrik Syversen (2008)
- La cosa (The Thing), regia di Matthijs van Heijningen Jr. (2011)
- After Earth, regia di M. Night Shyamalan (2013)
- In ordine di sparizione (Kraftidioten), regia di Hans Petter Moland (2014)
- Forza maggiore (Turist), regia di Ruben Östlund (2014)
- Operasjon Arktis, regia di Grethe Bøe-Waal (2014)
- Verden venter, regia di Mariken Halle (2014)
- Wendyeffekten, regia di Ole Endresen (2015)
- The Last King, regia di Nils Gaup (2016)
- Fast & Furious 8, regia di F. Gary Gray (2017)
- Downhill, regia di Nat Faxon e Jim Rash (2020)
- Tre noci per Cenerentola (Tre nøtter til Askepott), regia di Cecilie Mosli (2021)
- Cocainorso (Cocaine Bear), regia di Elizabeth Banks (2023)
- Uno Rosso (Red One), regia di Jake Kasdan (2024)
- Long Distance - Senza ossigeno (Long Distant), regia di Will Speck e Josh Gordon (2025)

### Televisione
- Fox Grønland - serie TV, episodi 1x07-1x08 (2001)
- Seks som oss - serie TV, episodio 3x06 (2007)
- Størst av alt - miniserie TV, 6 episodi (2007)
- Kampen - serie TV, episodio 1x10 (2013)
- Il Trono di Spade (Game of Thrones) - serie TV, 33 episodi (2013-2019)
- Lilyhammer - serie TV, episodio 3x02 (2014)
- Beck - serie TV, 3 episodi (2016)
- The Witcher – serie TV, episodio 2x01 (2021)
- The Gentlemen – serie TV, 2 episodi (2024)

### Cortometraggi
- Closework, regia di Kristoffer Metcalfe (2005)
- En perfekt dag for golf, regia di Eric Magnusson (2008)
- Flax, regia di Bård Ivar Engelsås (2008)
- Min Siste Bull, regia di Onur Genc (2011)
- Din Tur, regia di Vegard Dahle (2011)
- Haikeren, regia di Anders Teig (2013)
- Its Ok, regia di Kristoffer Metcalfe (2014)

### Doppiatore
- Twilight of the Gods - serie animata (2024)

## Riconoscimenti
- 2015 – Guldbagge Award[3]
  - Miglior attore non protagonista, per Forza maggiore

## Doppiatori italiani
Nelle versioni in italiano delle opere in cui ha recitato, Kristofer Hivju è stato doppiato da:
- Pino Insegno ne Il Trono di Spade (stagioni 5-8), Fast & Furious 8
- Francesco Prando in The Witcher, Forza maggiore
- Simone Mori in Cocainorso, Uno Rosso
- Massimo Lodolo ne Il Trono di Spade (stagioni 3-4)
- Stefano Alessandroni in Downhill
- Fabrizio Vidale in La cosa
- Massimo Bitossi in The Gentlemen